# Saionji no Kishi
Saionji no Kishi, född 1303, död 1333, var en kejsarinna, gift med kejsare Go-Daigo av Japan. 
Hon gifte sig med Go-Daigo 1313. De fick två döttrar. Maken avsattes 1332, och fram till att han återinsattes var hon buddhistnunna. 
Hon är en av endast fem japanska kejsarinnor före Meijirestaurationen (1868), som varken tillhörde ätten Fujiwara eller var födda som medlemmar av kejsarhuset: de övriga var Ōtomo no Koteko, Tachibana no Kachiko (786-850), Taira no Tokuko (1155–1213), och Tokugawa Masako (1607–1678).